# فيا رياض
فيا رياض هي إحدى مناطق فعاليات موسم الرياض الترفيهي العالمي الذي يقام في مدينة الرياض عاصمة المملكة العربية السعودية، وتشرف عليه الهيئة العامة للترفيه.

## العمارة والهوية الثقافية
- مبنيّ على الطراز السلماني المعماري[2]، مستخدمًا حجارة من جبال طويق، وعلى ستة مبادئ تعكس التراث والبيئة  .
- يتخلله مساحات خضراء واسعة، وتماثيل فنية خارجية تكريمًا للفن والهوية السعودية.[2]

## تطوير وتحول إلى منطقة دائمة
- أُفتُتِحت بشكل تجريبي ضمن فعاليات موسم الرياض 2021، ثم أعيد افتتاحها رسميًا كمنطقة جذب دائمة في 11 مايو 2023، بحضور تركي آل الشيخ رئيس الهيئة العامة للترفيه.[3]
- تم تجديدها لتعمل على مدار العام، لتتماشى مع المناطق الراقية الأخرى مثل بوليفارد سيتي.[4]

## تجربة التسوق والضيافة
- تُعد موطنًا لأول فندق سانت ريجيس في الرياض (افتتح 2022).[5]
- تحوي أكثر من 20 متجرًا للعلامات الفاخرة، و15 مطعمًا ومقهى عالميين، فضلاً عن سوق طعام دولي.[6]

## الترفيه الحصري
- تضم سبعة قاعات سينما فاخرة، بما في ذلك قاعة خاصة لأول مرة في الشرق الأوسط.[7]
- تحتوي أيضًا على مسرح للعروض الحية، افتُتح بأول حفل للفنان عبدالمجيد عبدالله في 18 مايو 2023 .[8]